# مونتميلو (برشلونة)
بلدية مونميلو (بالكاتالانية: Montmeló) هي إحدى بلديات مقاطعة برشلونة، والتي تقع في منطقة كاتالونيا، شرق إسبانيا.
يبلغ عدد سكانها 8.873 نسمة وفقاً لإحصائية سنة (2007).

## أعلام
- آرون مارتين